# Liste der Mitglieder der American Academy of Arts and Sciences/1847
Im Jahr 1847 wählte die American Academy of Arts and Sciences 19 Personen zu ihren Mitgliedern.

## Neugewählte Mitglieder
- John Couch Adams (1819–1892)
- John Bacon (1817–1881)
- George Phillips Bond (1825–1865)
- Alphonse Louis Pierre de Candolle (1806–1893)
- Samuel Atkins Eliot (1798–1862)
- Benjamin Apthorp Gould (1824–1896)
- Horace Gray (1800–1873)
- Eben Norton Horsford (1818–1893)
- Charles Coffin Jewett (1816–1868)
- Abbott Lawrence (1792–1855)
- John Clarke Lee (1804–1877)
- Urbain Jean Joseph Le Verrier (1811–1877)
- Charles Greely Loring (1794–1867)
- Ormsby McKnight Mitchel (1809–1862)
- George Putnam (1807–1878)
- Edward Robinson (1794–1863)
- William Henry Smyth (1788–1865)
- William Henry Swift (1800–1879)
- William Whewell (1794–1866)